# أبو الشغب العبسي
أبو الشغب العبسي (74هـ / 694م - 153هـ / 771م) راوي من رواة الحديث وشاعر عربي من شعراء العصر الأموي والعباسي من أهل الحجاز، اسمه عكرشة بن أربد بن مسحل بن شيطان بن خويك بن جذيمه العبسي، وكنيته أبو الشغب.

## نشأته
نشأ أبو الشغب في أسرة متوسطه كانت مقيمه بالحجاز تحديدًا مكه وكان ذو نسب حيث أنه من عبس أحد جمرات العرب، وكان مشتغلًا بعلم الحديث وبأخبار الصحابة وفتاويهم، وكان ينحدر من نسل جذيمة والد الملك زهير، وتعلم الشعر مبكرًا حيث ان الشعر لم تكن غاية أبيه فقد حرص أربد والد عكرشة ان يكون أبنه محدث وراوي حديث.[بحاجة لمصدر]

## شعره
أشتهر أبو الشغب بالشعر أكثر من رواة الحديث رغم ذلك لم يصلنا الإ القليل من شعره وروايته للحديث، فقد قال هجائيًا بني مروان:
وهو قائل البيت المشهور:
في وصف أبنه:
وقال يرثي أبنه:
وقال أيضًا في رثاء أبنه:
فقد رأى أبو الشغب صاحبه مالك مثقلا بالهموم وقال:
كانت أغلب قصائد أبو الشغب في رثاء أبنه الشغب ولم يوصلنا الكثير من شعره.

## أبو الشغب وخالد بن عبد الله القسري
انقطع أبو الشغب إلى والي العراق خالد بن عبد الله القسري في عهد هشام بن عبد الملك، حتى إذا قدم يوسف بن محمد الثقفي حل مكانه والياً، ثم حبسه وحاسبه واتهم بالزندقة وذلك سنة 120هـ، فلم يجد له ناصراً في سجنه سوى أبي الشغب العبسي فمدحه بقطعة مطلعها:
كان يعذب في سجن محمد بن القاسم الثقفي وعندما مدح أبو الشغب خالد القسري أشتد في عذابه ثـم قتلـه ودفنـه فـي عبـاءة يقـال إنـه قتله بشيء وضعه على وجهه وقيل وضع على رجليه الأعواد وقام عليها الرجال حتى تكسرت قدماه. وذلك في المحرم سنة ست وعشرين ومائة.

## وفاته
توفي سنة 154هـ في العراق.[بحاجة لمصدر]

## وصلات خارجية
- موقع بوابة الشعراء